# 廷塔區

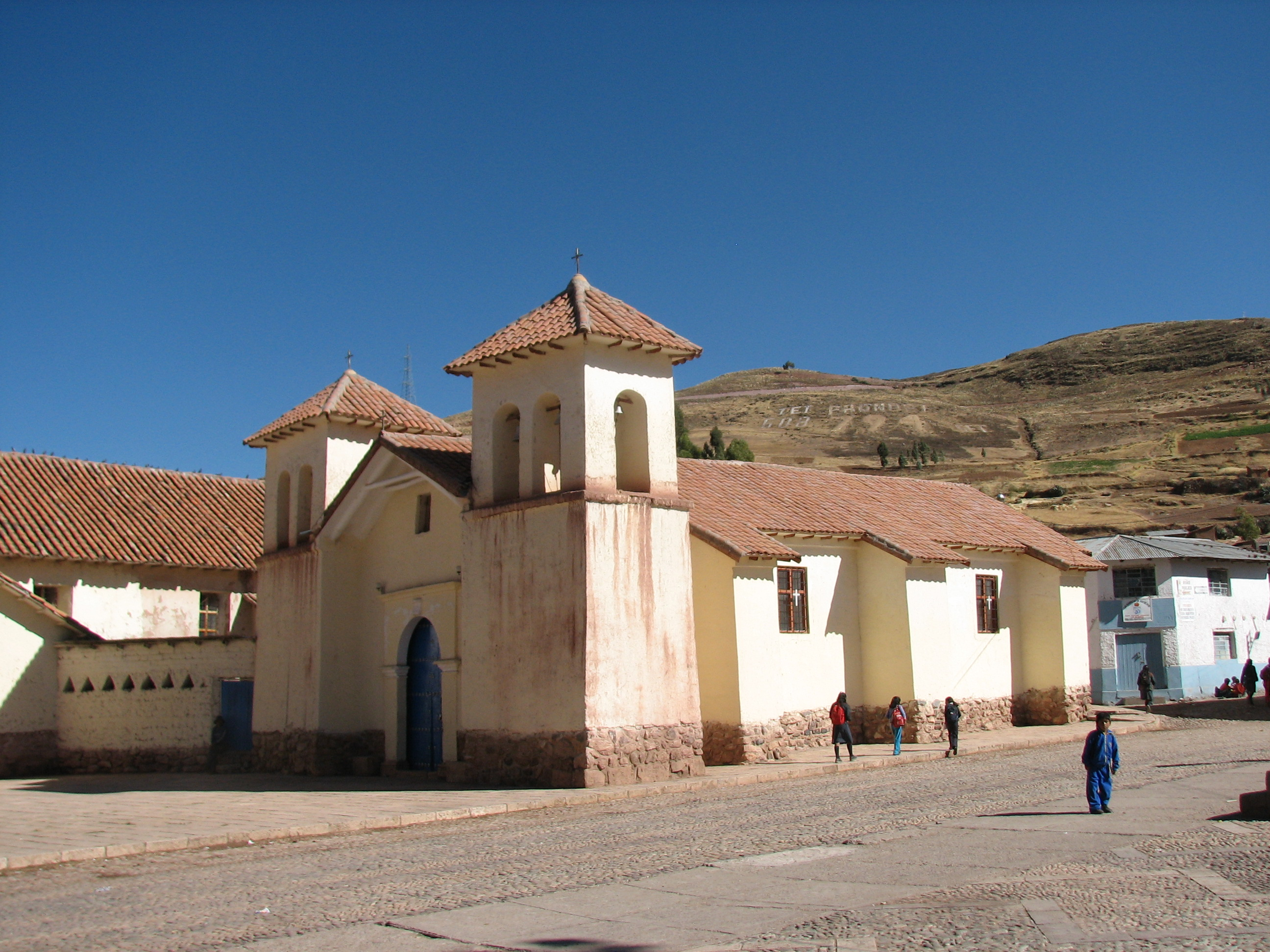

廷塔區（西班牙語：Distrito de Tinta），是秘魯的一個區，位於該國南部庫斯科大區的坎奇斯省，面積79.39平方公里，海拔高度3,466米，2005年人口6,152，人口密度每平方公里77人。